# 韦纳里亚雷阿莱
韦纳里亚雷阿莱（義大利語：Venaria Reale），是意大利皮埃蒙特大区都靈廣域市的一个市镇。总面积20平方公里，人口34833人，人口密度1741.7人/平方公里（2009年）。ISTAT代码为001292。

## 友好城市
- 羅馬尼亞布拉索夫